# La Femme pour Joe
Pour plus de détails, voir Fiche technique et Distribution.
La Femme pour Joe (titre original : The Woman for Joe) est un film britannique réalisé par George More O'Ferrall, sorti en 1955.

## Synopsis
George Wilson est un nain, vedette du cirque de Joe Harrop. Il s'arrange pour faire engager Mary, une jeune Hongroise dont il est éperdument amoureux. Mais Mary certes aime bien George, mais ses sentiments vont plutôt vers Joe. Cela va-t-il mettre fin à l'amitié entre George et Joe ?

## Fiche technique
- Titre original : The Woman for Joe
- Titre français : La Femme pour Joe
- Réalisation : George More O'Ferrall
- Scénario : Neil Paterson
- Direction artistique : Maurice Carter
- Décors : Vernon Dixon
- Costumes : Yvonne Caffin
- Photographie : Georges Périnal
- Son : C.C. Stevens, Gordon K. McCallum
- Montage : Alfred Roome
- Musique : Malcolm Arnold
- Production exécutive : Earl St. John
- Production : Leslie Parkyn
- Société de production : Group Film Productions
- Société de distribution : J. Arthur Rank Film Distributors
- Pays de production :  Royaume-Uni
- Langue originale : anglais
- Format : couleur (Technicolor) — 35 mm — 1,85:1 (VistaVision ) — son mono
- Genre : Film dramatique
- Durée : 91 minutes
- Dates de sortie : Royaume-Uni : 25 août 1955

## Distribution
- Diane Cilento : Mary
- George Baker : Joe Harrap
- Jimmy Karoubi : George Wilson
- David Kossoff : Max
- Violet Farebrother : "Ma" Gollatz
- Sydney Tafler : Butch
- Earl Cameron : Lemmie